# Andreas Strickner
Andreas Strickner (* 30. Juli 1863 in Steinach am Brenner; † 27. Juli 1949 in Linz) war ein österreichischer Maler.

## Leben
Der Sohn eines Tischlermeisters entdeckte während der Militärdienstzeit seine künstlerische Begabung. Er besuchte daraufhin die Staatsgewerbeschule in Innsbruck und ab 1889 die Akademie der bildenden Künste München bei Johann Leonhard Raab. Im Anschluss zog er nach Oberösterreich, wo er ab 1898 ein Atelier in Urfahr betrieb. Er schuf hauptsächlich Wand- und Deckengemälde sowie Altarbilder für Kirchen in Oberösterreich in einem neubarocken Stil, der sich deutlich an österreichischen Werken des 18. Jahrhunderts orientiert. Strickner war vermutlich der meistbeschäftigte Kirchenmaler zu Beginn des 20. Jahrhunderts in Oberösterreich. Daneben war er zunehmend, ab Ende der 1920er Jahre vermutlich hauptsächlich, als Restaurator tätig.

## Werke (Auswahl)

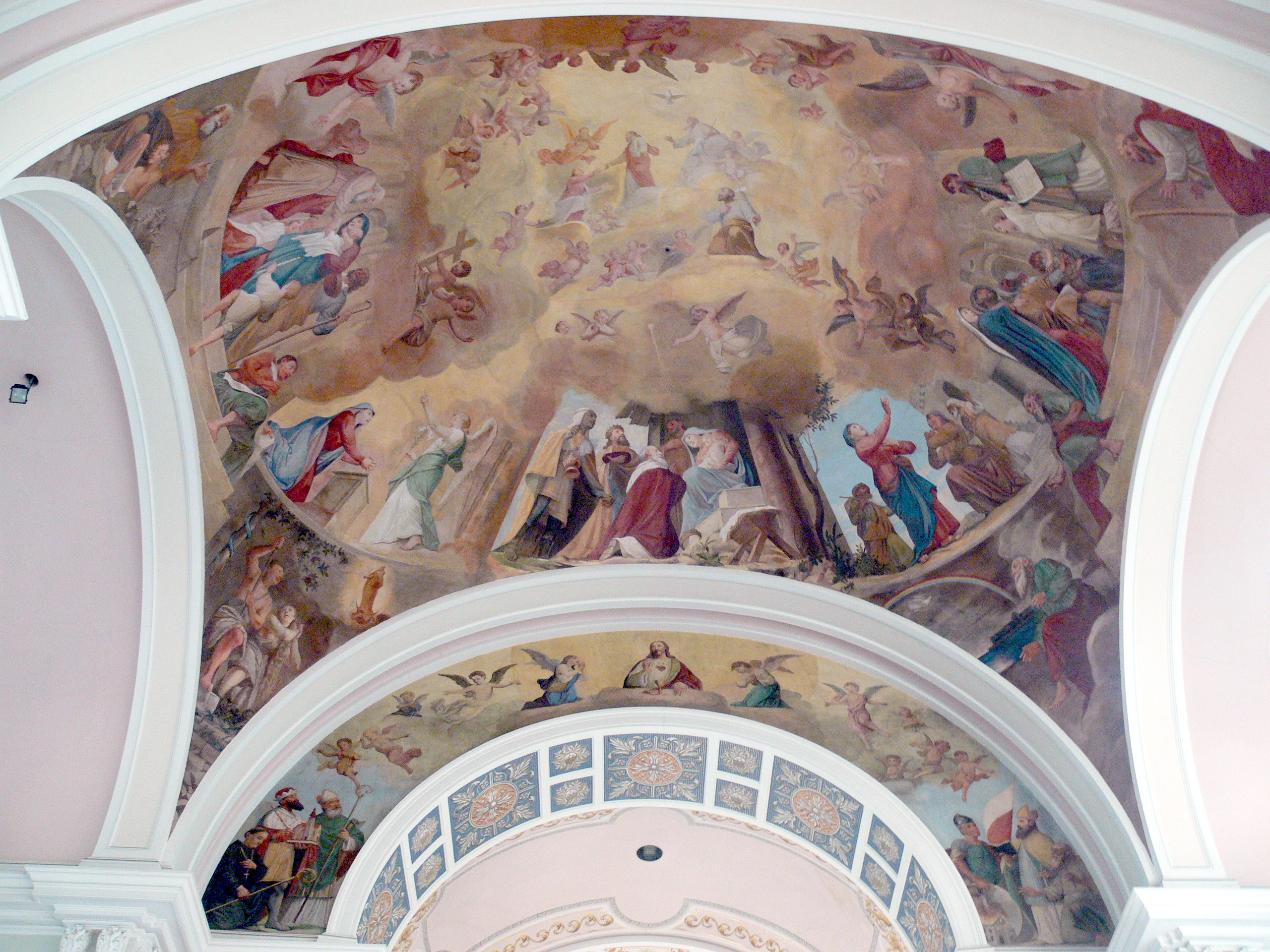
Kuppelfresko in der Familienkirche in Linz

- Deckenfresken, Pfarrkirche Reichenthal, 1894
- Deckengemälde, Pfarrkirche Neumarkt im Hausruckkreis, 1895–1897[3]
- Deckengemälde, Altarblätter, Kreuzweg, Familienkirche, Linz 1912
- Fresken im Kapitelsaal, Stift Lambach, 1916
- Hochaltarblatt hl. Ulrich, Pfarrkirche Ulrichsberg, 1918
- Gewölbemalereien, Pfarrkirche Niederthalheim, 1919[4]
- Wandmalereien, Pfarrkirche St. Magdalena, Linz 1924 (1960 übertüncht)
- Deckengemälde, Pfarrkirche Kollerschlag, 1930[5]
- Herz-Jesu-Bild, Pfarrkirche hl. Pankraz, Sigharting, 1932[6]
- Deckenfresko Himmelfahrt Mariae, Petrinum, Linz 1935